# Cá rìu vạch cẩm thạch
Cá rìu vạch cẩm thạch, tên khoa học Carnegiella strigata, là một loài cá nhỏ, chiều dài bình thường là 3,5 cm (1,4 in) có nguồn gốc Nam Mỹ.